# 雲仙市立国見中学校
雲仙市立国見中学校（うんぜんしりつ くにみちゅうがっこう）は、長崎県雲仙市国見町土黒（ひじくろ）乙にある公立中学校。

## 概要
歴史
1947年（昭和22年）の学制改革の際に新制中学校として創立された「多比良中学校」（たいら）と「土黒中学校」（ひじくろ）、「神代中学校」（こうじろ）の3校が統合されて、1962年（昭和37年）に「国見町立国見中学校」となった。2012年（平成24年）に創立50周年を迎えた。
学校教育目標
「規律を重んじ心身ともに健全な生徒の育成」
校章
中央に「中」の文字を置いている。
校歌
1968年（昭和43年）に制定。作詞は花田鶴彦、作曲は伊藤英一による。歌詞は3番まであり、各番に校名の「国見中学校」が登場する。
校区
雲仙市国見地区（旧・国見町）全域。小学校区は雲仙市立多比良小学校、雲仙市立土黒小学校、雲仙市立八斗木小学校、雲仙市立神代小学校。

## 沿革
前史（旧・多以良中学校）

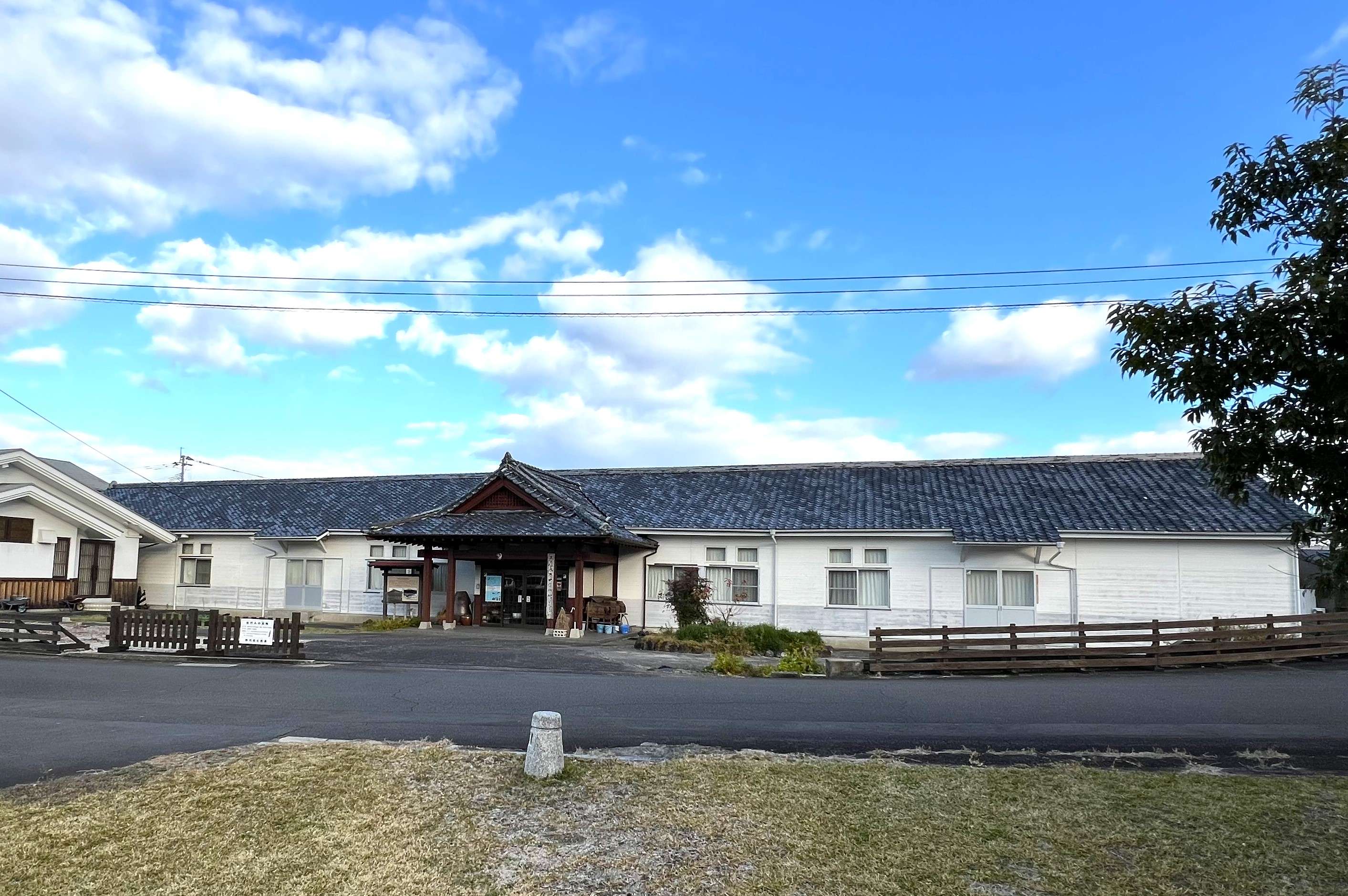
旧・神代中学校跡
（現・雲仙市歴史資料館国見展示館）

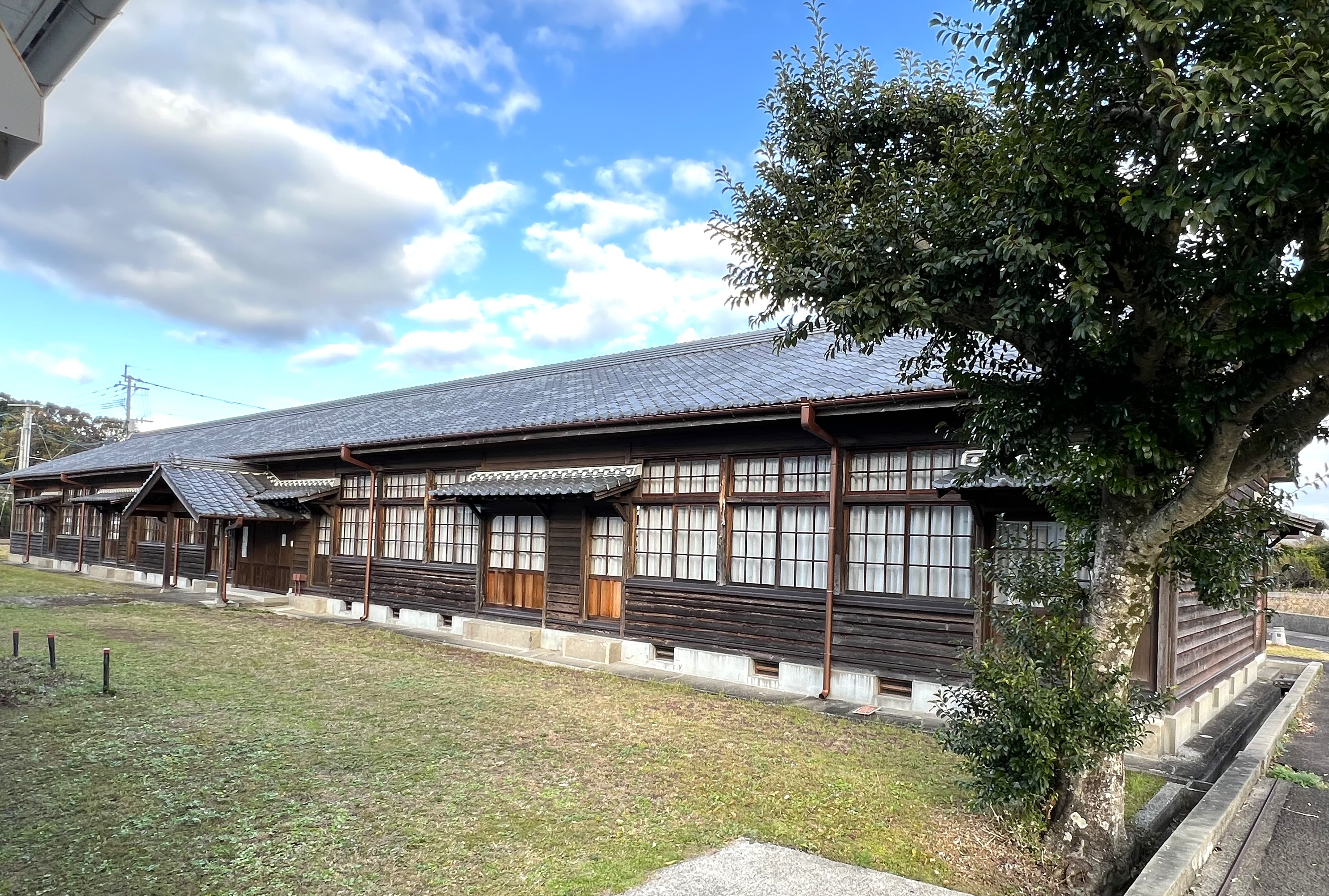
旧・神代中学校跡

- 1947年（昭和22年）4月1日 - 学制改革（六・三制の実施）が行われる。
  - 多比良町国民学校の初等科が改組され、多比良町立多比良小学校となる。
  - 多比良町国民学校の高等科が青年学校の普通科とともに改組され、新制中学校「多比良町立多比良中学校」が発足。当初多比良小学校に併設される。
- 1949年（昭和24年）
  - 4月 - 星原に移転を完了。
  - 6月 - 長崎県立島原高等学校定時制多比良分校（長崎県立国見高等学校の前身）が併設される。
- 1956年（昭和31年）
  - 9月1日 - 多比良町と土黒村が合併して「国見町」が発足。これに伴い「国見町立多比良中学校」に改称。
  - 11月1日 - 併設の長崎県立島原高等学校 定時制多比良分校が「国見分校」に改称。
- 1957年（昭和32年）4月 - 長崎県立島原高等学校 定時制国見分校の新校舎が完成し移転。これにより併設を解消。
- 1962年（昭和37年）3月31日 - 国見町立土黒中学校・神代中学校との統合により閉校。
  - 閉校後の多比良中学校校舎は1964年（昭和39年）から1971年（昭和46年）までの間、長崎県立島原高等学校 定時制国見分校、およびその後身の長崎県立国見高等学校の校舎として使用された。

前史（旧・土黒中学校）
- 1947年（昭和22年）4月1日 - 学制改革（六・三制の実施）が行われる。
  - 土黒村土黒国民学校の初等科が改組され、土黒村立土黒小学校となる。
  - 土黒村土黒国民学校の高等科が青年学校の普通科とともに改組され、新制中学校「土黒村立土黒中学校」が発足。
- 1948年（昭和23年）10月 - 中学校新校舎が完成し移転を完了。
- 1956年（昭和31年）4月1日 - 土黒村と多以良町が合併して「国見町」が発足。これに伴い「国見町立土黒中学校」に改称。
- 1962年（昭和37年）8月31日 - 国見町立多比良中学校・神代中学校との統合により閉校。

前史（旧・神代中学校）
- 1947年（昭和22年）4月1日 - 学制改革（六・三制の実施）が行われる。
  - 神代村国民学校の初等科が改組され、神代村立神代小学校となる。
  - 神代村国民学校の高等科が青年学校の普通科とともに改組され、新制中学校「神代村立神代中学校」が発足。神代小学校に併設される。
- 1948年（昭和23年）10月 - 新校舎が完成。
- 1949年（昭和24年）- 長崎県立島原高等学校 定時制神代分校（長崎県立国見高等学校の前身）が併設される。
- 1953年（昭和28年）4月 - 講堂が完成。
- 1957年（昭和32年）3月22日 - 神代村が国見町に編入され「国見町立神代中学校」に改称。
- 1962年（昭和37年）3月31日 - 国見町立多比良中学校・土黒中学校との統合により閉校。
  - 閉校後の神代中学校校舎は、1964年（昭和39年）まで長崎県立島原高等学校 定時制神代分校に使用された（神代分校は国見分校に統合される）。その後跡地は国見繊維の工場として使用された。2010年（平成22年）からは雲仙市歴史資料館 国見展示館として使用されている。当時の木造校舎の一部が現存している[1]。

統合・国見中学校
- 1962年（昭和37年）4月1日 - 国見町立の中学校3校（多比良・土黒・神代）が統合され、「国見町立国見中学校」が開校。初代校長は荒木常一。
  - 統合校舎が完成するまでの間、旧中学校3校の校舎を「多比良校舎」・「土黒校舎」・「神代校舎」として分散授業を継続。
- 1963年（昭和38年）3月 - 鉄筋コンクリート造3階建ての校舎（9教室）が完成（第一期工事）。
- 1964年（昭和39年）
  - 3月 - 鉄筋コンクリート造3階建ての校舎（15教室）が完成（第二期工事）。
  - 4月 - 育友会を結成。
- 1965年（昭和40年）
  - 3月 - 鉄筋コンクリート造3階建ての校舎（20教室）が完成（第三期工事）。
  - 4月 - 全生徒を統合校舎に収容。
- 1967年（昭和42年）7月 - 中庭にヴィーナス像が設置される。
- 1968年（昭和43年）3月 - 体育館が完成。校歌を制定。
- 1969年（昭和44年）3月 -  鉄骨造の技術室が完成。
- 1972年（昭和47年）7月 - プールが完成。
- 1979年（昭和54年）5月 - 学校案内板を設置。
- 1980年（昭和55年）
  - 5月 - 町水道の引き込みを完了。
  - 11月 - 運動場に夜間照明を設置。
- 1981年（昭和56年）9月 - 東・北側広場を舗装。
- 1982年（昭和57年）2月 - 体育館の北側の農道が拡張される。
- 2005年（平成17年）10月11日 - 雲仙市の発足により、「雲仙市立国見中学校」（現校名）に改称。

## 交通アクセス
最寄りの鉄道駅
- 島原鉄道線「多比良駅」から1.4km

その他
- 校地周辺には田畑が広がり、国道や県道からは離れており、広域農道が通っている（路線バスは走っていない）。

## 周辺
- 八幡宮
- 雲仙市国見体育館
- 雲仙市立土黒保育所
- 雲仙市立土黒小学校

## 著名な出身者
- 徳永悠平（サッカー選手、Vファーレン長崎）
- 山村和也（サッカー選手、セレッソ大阪）
- 田上渉（元サッカー選手）
- 渡邉大剛（サッカー選手、カマタマーレ讃岐）
- 渡邉千真（サッカー選手、ヴィッセル神戸、渡邉大剛の弟）
- 渡邉三城（サッカー選手、横浜スポーツ&カルチャークラブ、渡邉千真の弟）
- 三好拓児（元サッカー選手）
- 内田利広（元サッカー選手、サッカー指導者）
- 綱田大志（サッカー選手、カマタマーレ讃岐）
- 武内大（サッカー選手、V・ファーレン長崎）
- 平山相太（サッカー選手、FC東京）
- 大久保嘉人（サッカー選手、セレッソ大阪）
- 柴崎晃誠（サッカー選手、サンフレッチェ広島）